# Malangutti Sar
Malangutti Sar – jeden ze szczytów grupy Hispar Muztagh w Karakorum. Leży w północnym Pakistanie, niedaleko granicy z Chinami. Jest to 104 szczyt Ziemi.
Pierwszego wejścia dokonała ekspedycja japońska w składzie: Y. Muranaka, K. Nakahara, T. Sugimoto i A. Nima w 1985 r.